# 张晓刚 (画家)

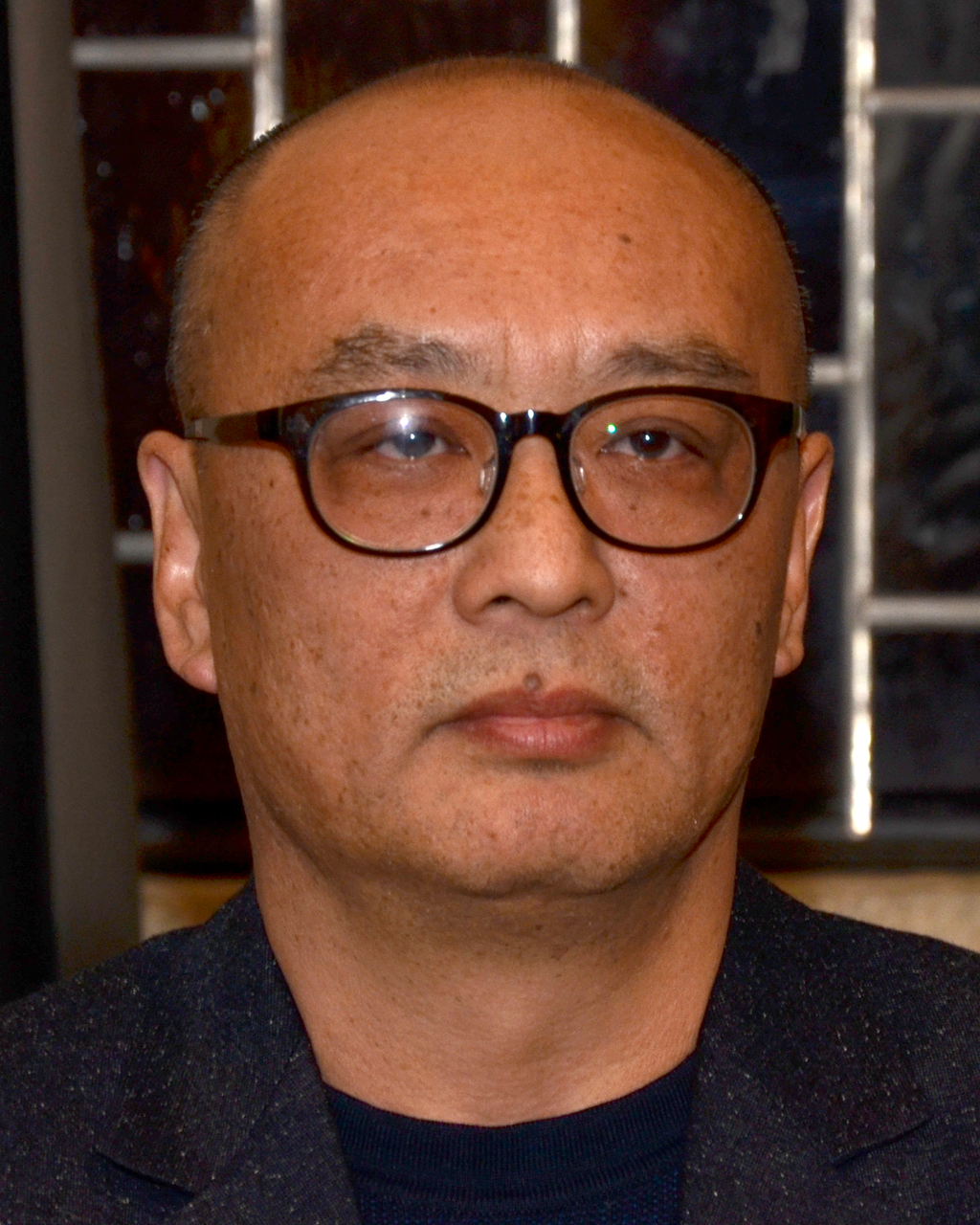
张晓刚 (2018年)

张晓刚（1958年—）是一位中国画家。

## 生平
1958年出生于云南昆明的一个官员家庭，家中四子排行老三，1976年被送去知青，1977年考入四川美术学院油画系，1982年毕业于四川美术学院被拒绝留校任教，1982年至1985年回到昆明做一名建筑工人。1985年参加西南艺术群体，1986年至1996年任教于母校四川美术学院。其中1992年曾旅居德国四个月，1993年起开始创作《血缘-大家庭》系列。1995年参加威尼斯双年展和圣保罗双年展后逐渐崭露头角。1999年来到北京创建自己画室。